# Reformierte Kirche Binningen

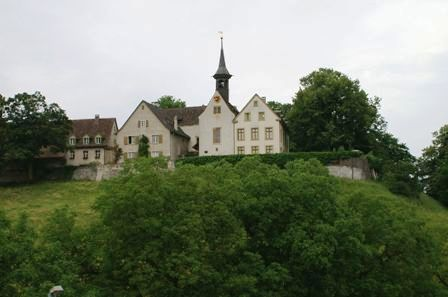
Reformierte Kirche Binningen und Landgut St. Margarethen

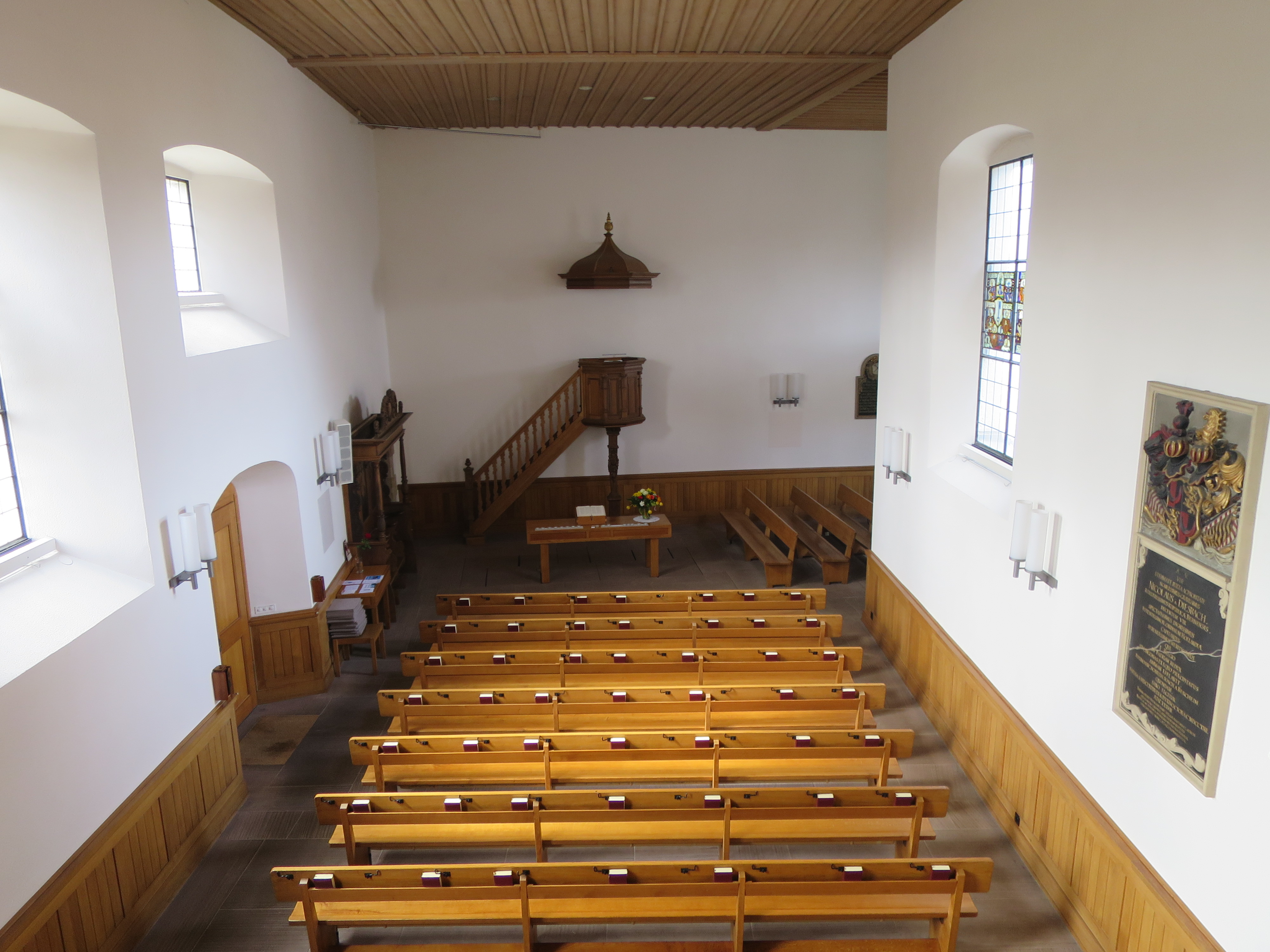
Südliches Schiff Richtung Kanzel

Die Reformierte Kirche Binningen (auch: St. Margarethen-Kirche) ist ein Kirchengebäude der Evangelisch-reformierten Kirche des Kantons Basel-Landschaft in Binningen bei Basel, Schweiz.

## Geschichte
Die Kirche befindet sich auf dem St. Margarethen-Hügel am Standort eines ehemaligen Beginen-Klosters. Es konnten Vorgängerkirchen aus dem 9.–11. Jahrhundert nachgewiesen werden. Im 14. Jahrhundert wurde die Kirche erweitert. Nach der Reformation wurde das Kloster im Lauf des 17. Jahrhunderts zu einem Landgut umgebaut.
Die heutige Kirche wurde 1673 von Jakob Meyer erbaut und stellt neben der Kirche Wintersingen das einzige Beispiel einer Winkelhakenkirche in der Schweiz dar.
Zwischen 1852 und 1870 wirkte hier der auch schriftstellerisch tätige Pfarrer Jonas Breitenstein, an den eine Gedenktafel bei der Kirche erinnert.

## Beschreibung
Die schlichte barocke Kirche mit Dachreiter ist an die Gebäude des Landguts angebaut. Sie verfügt über zwei rechtwinklig zueinander stehende Schiffe. Die zentral im Winkel der Kirchenschiffe positionierte Kanzel stammt aus der Bauzeit. Zur Ausstattung gehören ferner ein Gestühl und Epitaphien aus dem 18. Jahrhundert. Die Emporen wurden 1721 eingebaut. In die Fenster ingelassen sind diverse Wappenscheiben aus dem 17. Jahrhundert.
Orgel
Im Jahre 1964 wurde nach umfangreicher Restaurierung auf der Empore im südlichen Seitenschiff der Kirche eine neue Orgel von Orgelbau Metzler AG, Dietikon aufgestellt. Sie verfügt über 17 Register auf zwei Manualen und Pedal und ersetzt eine Orgel von Max Klingler aus dem Jahr 1884.

## Mythischer Ort
St. Margarethen in Binningen gehört wie St. Chrischona bei Bettingen und St. Ottilien in Tüllingen zu den Mythischen Orten am Oberrhein. Zu den drei Jungfrauen, in manchen Geschichten auch heiligen Jungfrauen und ihren Kirchen, die einst in Sichtverbindung zueinander standen, gibt es mehrere Legenden.

## Galerie

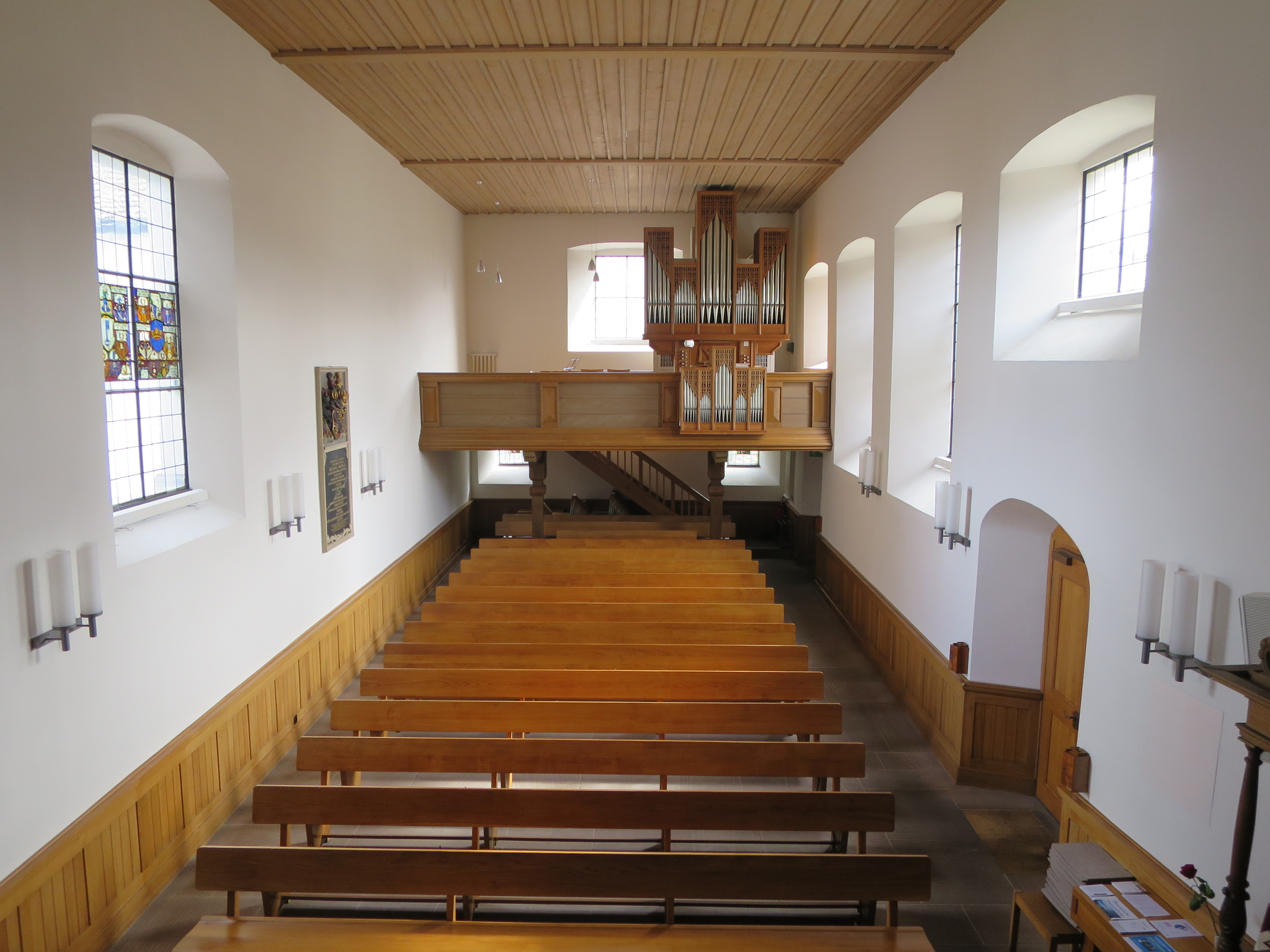
Südliches Schiff mit Orgel
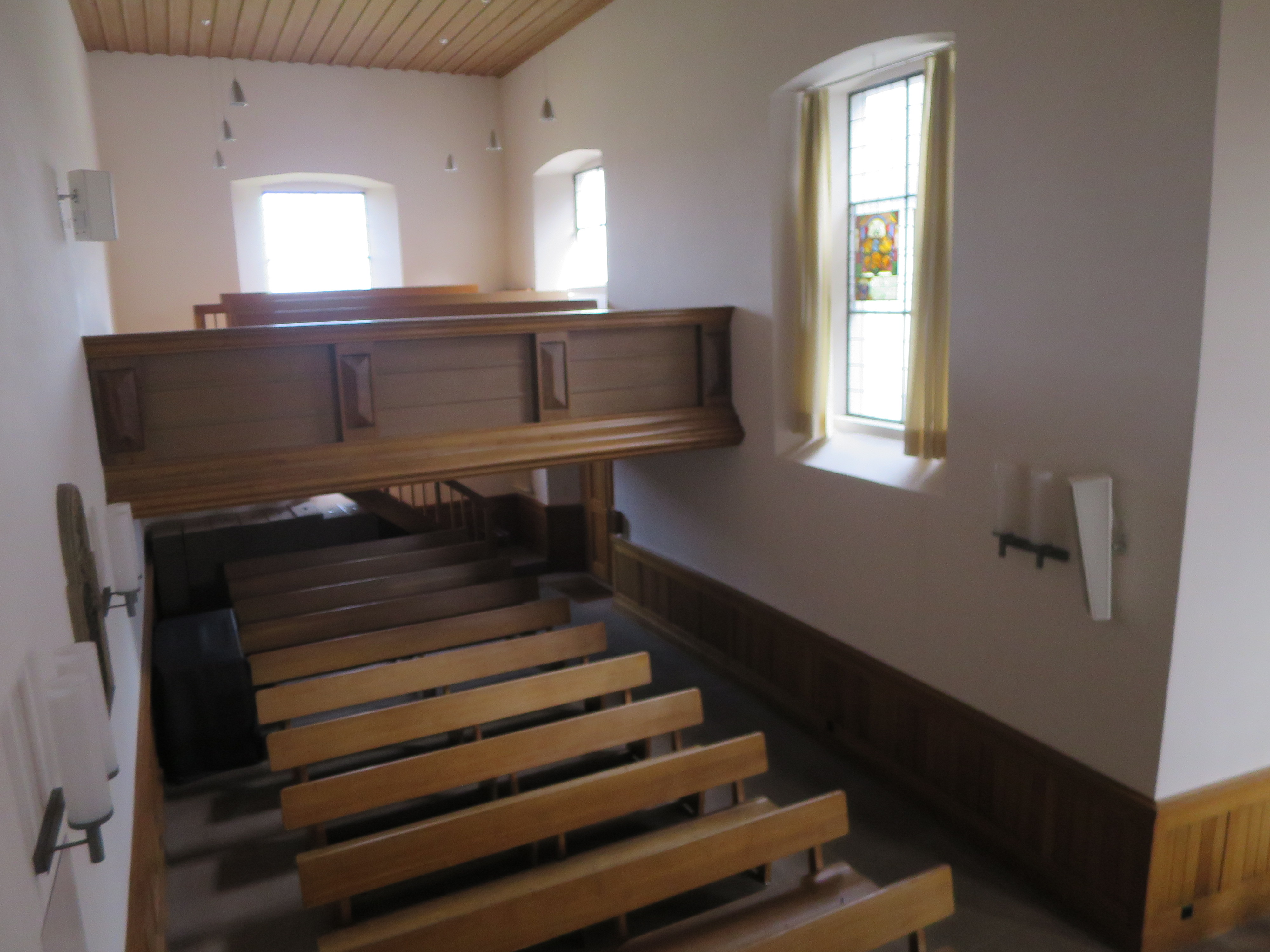
Östliches Schiff
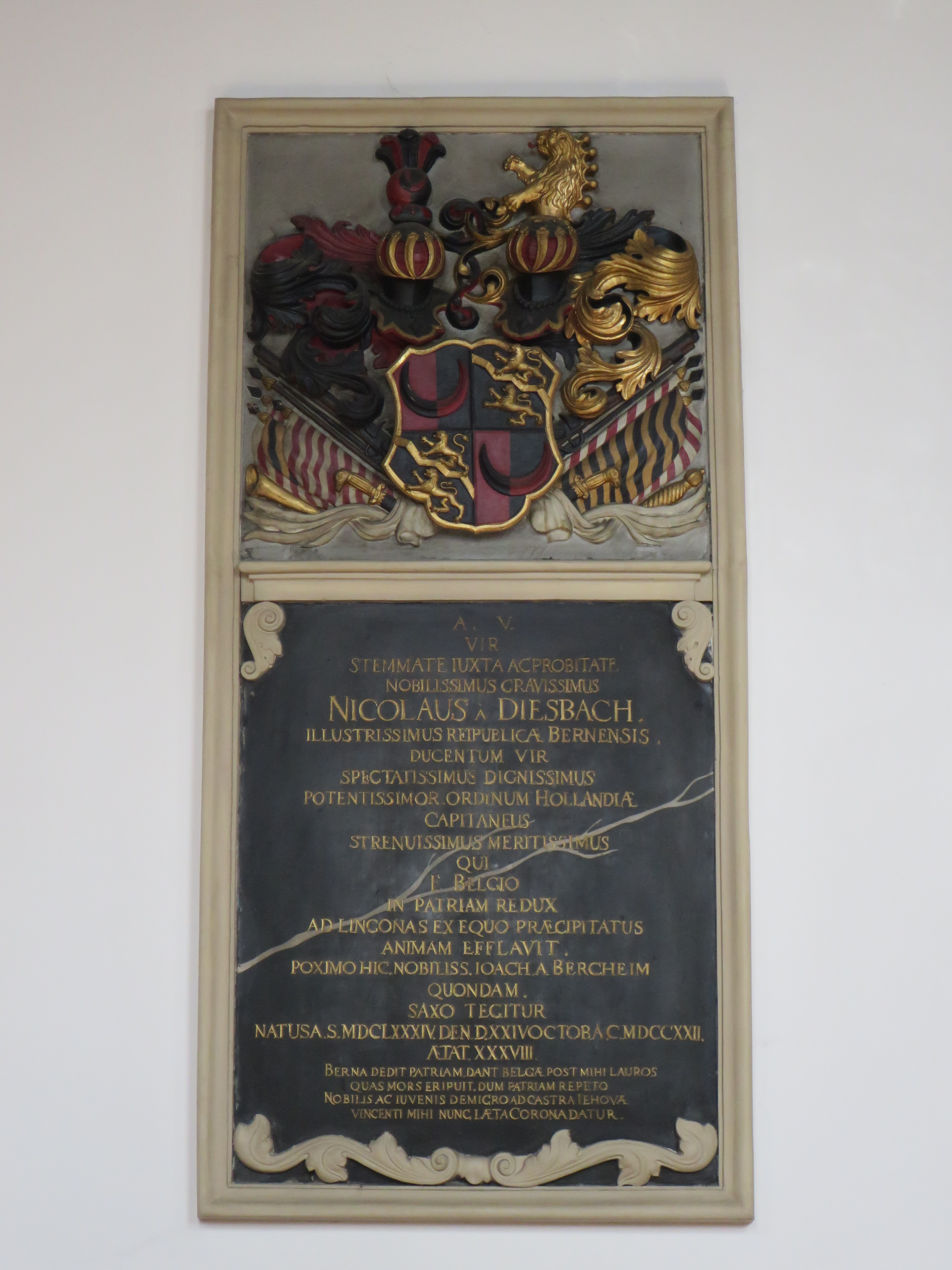
Epitaph für Nicolaus von Diesbach

## Nachweise
1. ↑  Orgel St. Margarethen Binningen auf orgel-basel.ch; hier auch Disposition
2. ↑  St. Margarethen auf der Site von Mythische Orte am Oberrhein

Koordinaten: 47° 32′ 35,3″ N, 7° 34′ 46,3″ O; CH1903: 610608 / 265835